# Карл II д’Альбре

Герб рода Альбре

Шарль (Карл) II д’Альбре (фр. Charles II d’Albret) (1407 — 1471) — сеньор Альбре и граф Дрё с 1415 года, сын Карла I д’Альбре и Марии де Сюлли.

## Биография
После смерти отца, погибшего в 1415 году в битве при Азенкуре, вступил во владение его сеньориями (кроме графства Дрё, захваченного англичанами).
В 1417 году в 10-летнем возрасте женился на Анне д’Арманьяк, дочери графа Бернара VII д’Арманьяка и Бонны Беррийской. Как член партии Арманьяков, поддерживал дофина — будущего короля Карла VII.
Карл II был членом королевского совета и в 1427 году совместно с Ришмоном и Иоландой Арагонской участвовал в отстранении непопулярного в народе фаворита дофина — Пьера де Жиака.
Принимал участие в военных походах Жанны д’Арк и был назначен лейтенантом провинции Берри. В 1441 году король Карл VII подтвердил его права на графство Дрё, которое до этого (с 1415 года) находилось в руках англичан.

## Брак и дети
Жена: с ок. 1417 Анна д’Арманьяк (1402 — ?), дочь графа Бернара VII д’Арманьяка и Бонны Беррийской. Дети:
- Жан I (1420/21 — после 3 января 1468), виконт де Тартас, сеньор д’Альбре
- Луи д’Альбре (1422—1465), епископ Кагора и Эра, кардинал (1461)
- Арно Аманьё (ум. 1463), граф Дрё в 1444—1460, барон де Леспарр и сеньор д’Орваль
- Шарль (ум. 7 апреля 1473), сеньор де Сент-Базель
- Жиль (ум. 1479), сеньор де Кастельморон
- Мария (ум. после 4 января 1485); муж: с 1456 Карл I Бургундский (1414 — 25 мая 1464), граф Невера и Ретеля с 1415
- Жанна (ум. ок. 20 сентября 1444), графиня де Дрё с 1442; муж: Артур III (24 августа 1393 — 26 декабря 1458), граф де Ришмон, герцог Бретани с 1457, коннетабль Франции с 1425